# Aporum reflexibarbatulum
Aporum reflexibarbatulum é uma espécie de orquídea epífita de hábito pendente e flores pequenas, que habita Borneu.